# 13-й судноремонтний завод
Федеральне державне унітарне підприємство «13 судноремонтний завод Чорноморського флоту» Міністерства оборони Російської Федерації (рос. Федеральное государственное унитарное предприятие «13 судоремонтный завод Черноморского флота» Министерства обороны Российской Федерации) — російське судноремонтне підприємство, розташоване в місті Севастополь, що є тимчасово окупованим з 2014 року російськими військами, в Кілен-бухті. Здійснює комплексний ремонт кораблів та суден Військово-морського флоту Російської Федерації.

## Назва
- Севастопольський судноремонтний завод Чорноморського флоту (рос. Севастопольский судоремонтный завод Черноморского флота) — 1945-1954
- 13 завод ВМС СРСР (рос. 13 завод ВМС СССР) — 1954-1997
- Севастопольський судноремонтний завод ЧФ Росії (рос. Севастопольский судоремонтный завод ЧФ России) — 1997-2003
- ФГУП «13 СРЗ ЧФ» Міноборони Росії (рос. ФГУП «13 СРЗ ЧФ» Минобороны России) — з 2003

## Історія
Завод був заснований наприкінці 1945 року відповідно до циркуляра ВМФ СРСР як Севастопольський судноремонтний завод Чорноморського флоту. Базою для заводу стали майстерні в Кілен-бухті, повернені у квітні 1945 з евакуації в Поті.
У середині шістдесятих років XX століття заводу доручаються роботи з переобладнання суден. У середині 70-х років двадцятого століття цехи заводу освоїли ремонт кораблів проєктів 1134Б, 1124, 1124М, 1234, 257, 1265, 266, 266М.
У 2012 році фахівцями заводу з державного оборонного замовлення відремонтовано 82 бойові кораблі та судна забезпечення. Серед них гвардійський ракетний крейсер «Москва», а також ракетний корабель на повітряній подушці «Бора», малі протичовнові кораблі «Касимов» та «Александрівець», морський тральник «Іван Голубець». Вперше в новітній історії заводчани освоїли 1 млрд рублів.

## Керівники
Начальники заводу:
- З 1945 по 1953 — Айзін Арон Бенціонович
- З 1953 по 1976 — Парасенко Михайло Іванович
- З 1976 по 1983 — Дивов Геннадій Борисович
- З 1983 по 1986 — Хасієв Дмитро Анатолійович
- З 1986 по 1996 — Величко Анатолій Тихонович
- З 1996 по 1998 — Савинкін Василь Михайлович
- З 1998 по 2003 — Арутюнян Степан Суренович
- З 2003 по 2007 — Кисельов Віталій Леонідович
- З 2007 по 2011 — Лукашевич Сергій Петрович
- З 2011 по 2015 — Новогрибельський Сергій Анатолійович
- З 2015 — капітан другого рангу Бєспалов Юрій В'ячеславович[3]

## Діяльність
Завод проводить: комплексний ремонт з підтримки технічної готовності кораблів та суден ВМФ; середній, поточний та доковий ремонт кораблів та суден 1, 2, 3 та 4 рангу; обслуговування військової техніки та виконання окремих робіт з ремонту корпусних конструкцій, механізмів, систем та пристроїв кораблів та суден до 1 рангу включно; експертне обстеження та ремонт об'єктів Держтехнагляду.
Види виробництва: корпусно-докове, механічне, електротехнічне, електромонтажне, деревообробне, трубопровідне, радіотехнічне, гальванічне, ковальсько-ливарне, турбодизельне.
На заводі працюють близько 1800 осіб. За даними сайту list-org.com підприємство у 2015 році зробило робіт більш ніж на 2 млрд руб., Чистий прибуток склав 127 млн руб.

## Нагороди
За успішну роботу з підтримки бойової готовності кораблів ЧФ завод нагороджувався перехідними Червоними прапорами ЦК КПРС, Ради міністрів СРСР, ВЦРПС 1973, 1975, 1977, 1983, 1984, 1985, 1986, 1987, 1988 і 1989 роках.
18 грудня 1987 року завод нагороджений орденом Трудового Червоного Прапора.